# Vichuquén
Vichuquén este o comună din provincia Curicó, regiunea Maule, Chile, cu o populație de 4.335 locuitori (2012) și o suprafață de 425,7 km2.